# Wisconsin Central Ltd.

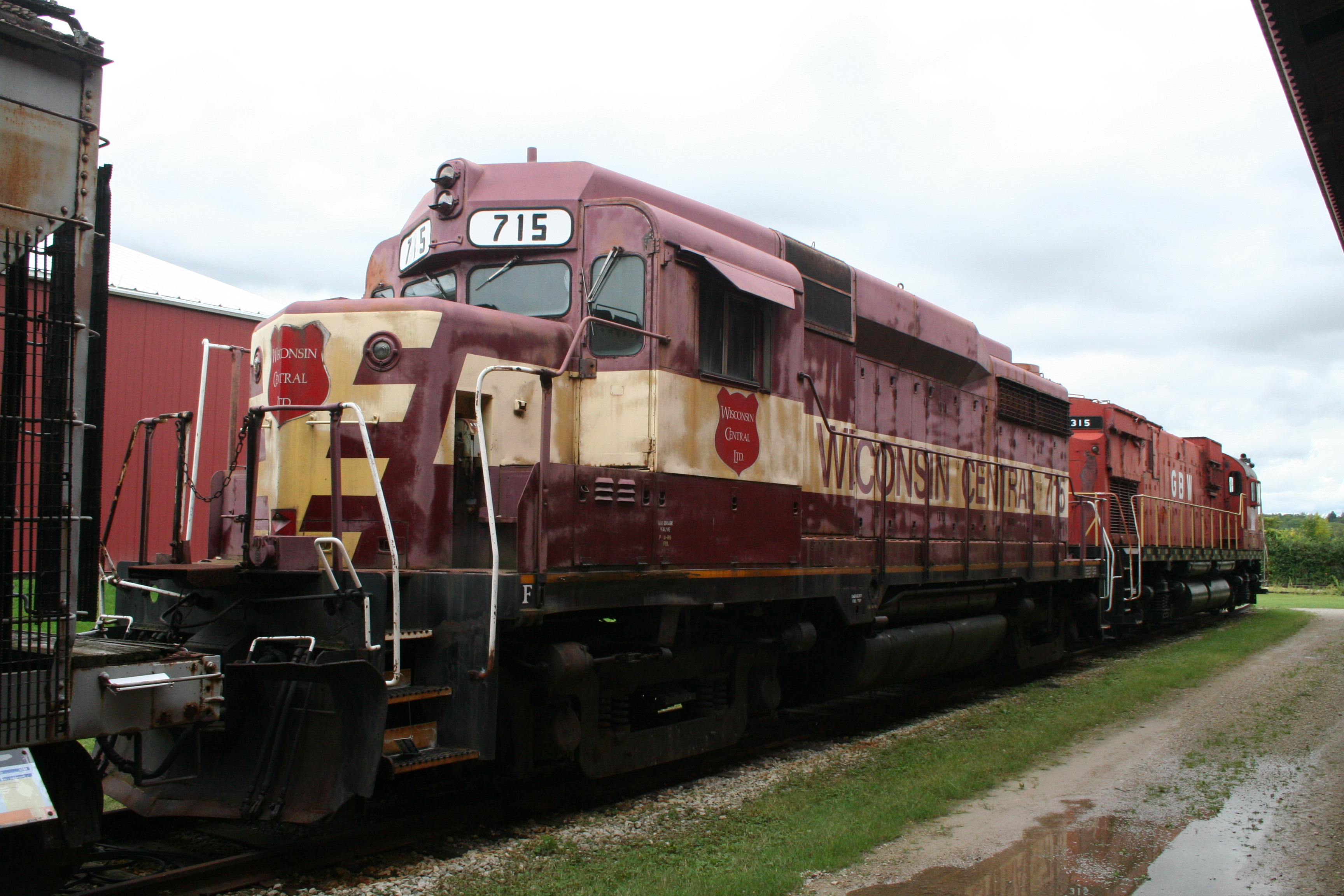
Locomotive de Wisconsin Central

Wisconsin Central Ltd. (sigle de l'AAR:WC) est un chemin de fer américain, filiale du Canadien National depuis 2001. Ses origines remontent à la Lake States Transportation Division, filiale du Canadien Pacifique, dont la vente fut imposée par l'ICC en contrepartie du rachat du Milwaukee Road par le CP.

## Le Lake States Transportation Division
Le 21 février 1985, le Soo Line Railroad, filiale du Canadien Pacifique, prit le contrôle du Chicago, Milwaukee, St. Paul and Pacific Railroad (Milwaukee Road) alors en pleine banqueroute, ce qui lui apporta des droits de passages entre Chicago et les Twin Cities (Minneapolis, Minnesota et Saint-Paul, Minnesota). Cependant l'ICC demanda au Soo Line Railroad de se séparer de certaines lignes afin de préserver la concurrence dans la région des Grands Lacs. Le Soo Line constitua en 1986 une filiale appelée Lake States Transportation Division (LSTD) qui regroupait: une bonne partie du réseau d'origine du Wisconsin Central Railway; la ligne principale d'origine du Soo Line (de Forest Park à Minneapolis via Withrow, de Withrow à Sault Ste. Marie, et des embranchements entre Argonne, WI et Neenah; et d'anciens embranchements du Milwaukee entre Green Bay et Milwaukee. 
Le Soo Line Railroad exploitait le LSTD avec 3 services hebdomadaires sur les lignes principales et un service plus restreint sur les embranchements. 

## Le Wisconsin Central Ltd.
Le 3 avril 1987, le Soo Line Railroad annonça la vente de sa filiale LSTD à des investisseurs privés regroupés sous le nom de Wisconsin Central Transportation Corporation; le LSTD fut rebaptisé Wisconsin Central Ltd.. 
Le premier train du Wisconsin Central Ltd. Commença à circuler le 11 octobre 1987 entre Stevens Point et North Fond du Lac, Wisconsin.
En 1993, le Wisconsin Central Ltd. racheta le Fox River Valley Railroad et le Green Bay and Northern Railroad, lesquels furent placés dans une nouvelle filiale baptisée Fox Valley and Western Ltd. Cette même année, un consortium mené par le Wisconsin Central Ltd fit l'acquisition en Nouvelle-Zélande du New Zealand Rail Ltd, lequel fut placé dans une nouvelle filiale appelée Wisconsin Central International. Ce chemin de fer néo-zélandais fut rebaptisé Tranz Rail en 1995.
En 1995, le WC racheta les 518 km de l'Algoma Central Railway, un chemin de fer canadien de l'Ontario permettant de relier Sault Ste. Marie à Hearst. Il fut placé dans une nouvelle filiale baptisée Wisconsin Central Canada Holdings. L'Algoma Central est bien connu pour son train touristique passant par l'Agawa Canyon et l'Agawa Canyon Wilderness Park près du Lake Superior Provincial Park. Cette même année, un consortium conduit par le WC fit l'acquisition du Rail Express Systems Ltd au Royaume-Uni. 
En 1996, le WC en partenariat avec le Canadien National et le CSX Transportation inaugurèrent un nouveau corridor pour le transport intermodal entre les côtes ouest et est de l'Amérique du Nord. Cette même année, le WC regroupa trois transporteurs britanniques de fret dans une nouvelle filiale baptisée English, Welsh and Scottish Railways Holdings Ltd (EWS). L'année suivante, EWS fit l'acquisition de deux nouveaux chemins de fer britanniques spécialisés dans le fret.
En 1997, une autre filiale du WC baptisée Sault Ste. Marie Bridge Company, fit l'acquisition de 333 km de voie auprès de l'Union Pacific Railroad, afin de réaliser une connexion entre Green Bay et Ishpeming, Michigan. Cette même année, une nouvelle filiale du WC dénommée Australian Transport Network (ATN) fit l'acquisition d'un tiers de TasRail (1978-2004) en Tasmanie. Six mois plus tard toujours en Tasmanie, l'ATN racheta l'Emu Bay Railway.
La Wisconsin Central Transportation Corporation, maison mère du Wisconsin Central Ltd., possédait ou exploitait des chemins de fer aux États-Unis, au Canada (Algoma Central Railway), au Royaume-Uni (English, Welsh and Scottish Railway), en Nouvelle-Zélande (Tranz Rail), et en Australie (Australian Transport Networ).

## Le rachat par le Canadien National
Le 30 janvier 2001, le Canadien National annonça le rachat du Wisconsin Central Ltd. pour la somme de 800 millions de dollars en plus de sa dette s'élevant à 400 millions de dollars. Au moment de son rachat, le Wisconsin Central exploitait 4 590 km de voie dans la région des Grands Lacs. Le réseau s'étendait vers l'ouest de Chicago à Minneapolis, Minnesota / Saint-Paul, Minnesota et Duluth, vers l'est à Sault Ste. Marie, et vers le nord jusqu'à Hearst grâce à l'Algoma Central Railway. Le Surface Transportation Board (Commission américaine du transport de surface), successeur de l'ICC depuis 1996, approuva la vente le 7 septembre 2001, laquelle fut effective le 9 octobre suivant.